# Thengal Kachari Autonomous Council
El Thengal Kachari Autonomous Council és una entitat autònoma d'Assam.
Fou aprovat el 12 d'agost de 2005 i les tribus que inclou no formaven una ètnia reconeguda com a separada de les 23 que hi ha a Assam (14 als districtes de les muntanyes i 9 a les planes). Aquestes tribus viuen als districtes de Jorhat i Golaghat. Els thengal són una branca dels kachari, però haurien d'haver estat inclosos al Sonowal Kachari Autonomous Council creat per la branca sonowal de la mateixa ètnia.
El districte fou concedit a petició del Thengal (o Thangal) Kachari Autonomous Council (TKAC) Demand Committee, creat el març del 2005 a Titabor, prop de Jorhat, a l'Alt Assam. Al cap d'un mesos el moviment va arribar a un acord amb el govern (10 d'agost 2005) i la llei fou aprovada dos dies després. Un comitè executiu d'11 membres es va constituir de manera provisional.